# Outlawz
Se även Outlaws.
Outlawz, även känd som Outlaw Immortalz, var en amerikansk hiphop/rap grupp från Montclair i delstaten New Jersey, bildad av Tupac Shakur och Yaki Kadafi. 
Medlemmar i Outlawz var bland annat: Hussein Fatal, Yaki Kadafi (en av Tupac Shakurs gudbroder), Kastro (Tupacs kusin) och Komani (Tupac Shakurs halvbror). Outlawz kanske största låt var Hit EM Up tillsammans med Tupac Shakur.

## Medlemmar
Originalmedlemmar
- Makaveli (Tupac Amaru Shakur, f. Lesane Parish Crooks 16 juni 1971 i East Harlem, New York City - d. 13 september 1996 i Las Vegas, Nevada) - (1995 - 1996)
- Yaki Kadafi (f. Yafeu Akiyele Fula 9 oktober 1977 i Montclair, New Jersey - d. 10 november 1996 i Orange, New Jersey) - (1995 - 1996)
- Kastro (f. Katari Terrance Cox 30 december 1976 i Manhattan, New York City) (1995 - idag)
- E.D.I. Mean (f. Malcolm Greenridge 7 juli 1974 i Brooklyn, New York City) (1995 - idag)
- Hussein Fatal (f. Bruce Washington 3 april 1977 i Montclair, New Jersey) (1996 - 1997)
- Napoleon (f. Mutah Wassin Shabazz Beale 11 oktober 1977 i Newark, New Jersey) - (1995 - 2003)
- Mussolini (f. Tyruss Himes i Los Angeles, Kalifornien) - (1996)
- Komani (f. Maurice Williams 1969 i New York City) - (1995 - 1996)
- Storm (f. Donna Harkness) - (1996)
- Young Noble (f. Rufus Cooper III 21 mars 1978 i Montclair, New Jersey) - (1996 - 2025)

Andra medlemmar
- Stormey Coleman (f. Sean Coleman) - (2005 - idag)
- T$ (f. Totoy Sago) - (2008 - idag)

## Diskografi
Studioalbum
- 1999 - Still I Rise (med 2Pac)
- 2000 - Ride wit Us or Collide wit Us
- 2001 - Novakane
- 2002 - Neva Surrenda
- 2005 - Outlaw 4 Life: 2005 A.P.
- 2008 - We Want In: The Street LP
- 2011 - Perfect Timing